# Ōtsuki
Ōtsuki (大月市, Ōtsuki-shi) és una ciutat de la prefectura de Yamanashi, al Japó.
L'any 2015 tenia una població estimada de 26.496 habitants i una densitat de població de 91 habitants per km². L'àrea total és de 380.25 km².

## Geografia

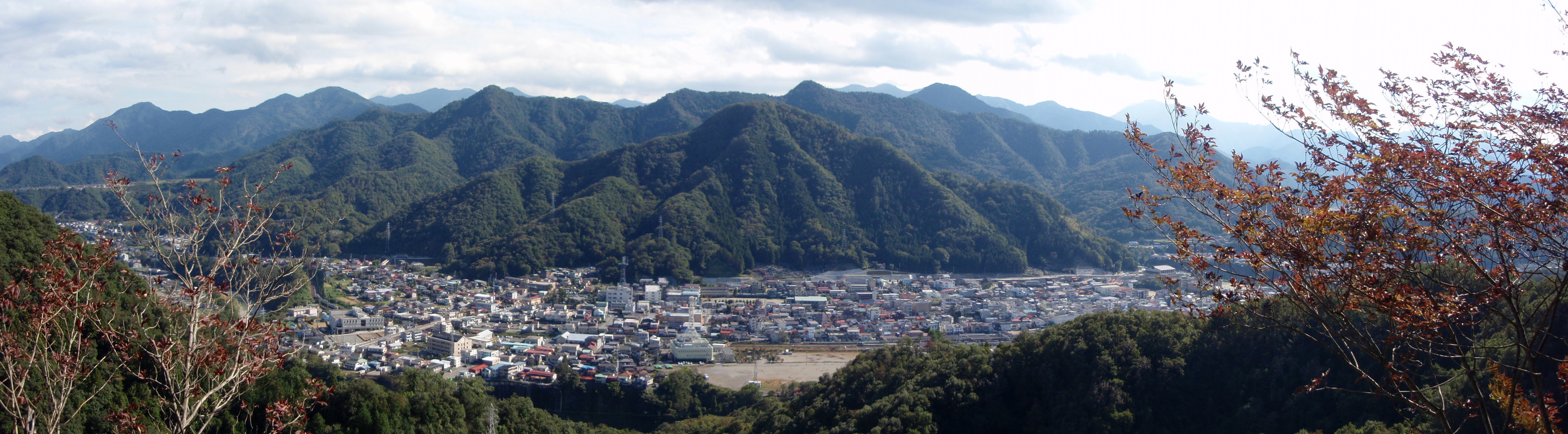
Vista panoràmica d'Ōtsuki.

Ōtsuki està situada a l'est de la prefectura de Yamanashi, aproximadament a 80 km de Tòquio. A l'àrea d'Ōtsuki és on neix el riu Sagami.

### Municipalitats veïnes
- Prefectura de Yamanashi
  - Uenohara
  - Tsuru
  - Kōshū
  - Fuefuki
  - Fujikawaguchiko
  - Kosuge

## Història
L'àrea de l'actual Ōtsuki fou altament poblada durant el període Jōmon, i més de 80 ruïnes s'han trobat dins dels límits de la ciutat. No obstant, s'han trobat relativament poques ruïnes del posterior període Yayoi. Durant el període Nara, l'àrea passà a formar part del Comtat de Tsuru dins de la província de Kai. Des de mitjans del període Kamakura, gran part de la província de Kai passà a estar controlada pel clan Takeda.
Durant el període Edo, la província de Kai esdevingué un mosaic de territoris tenryōs sota el control directe del shogunat Tokugawa. La porció de l'actual Ōtsuki formava part del Domini de Tamimura, que fou suprimit el 1704. També durant el període Edo, la Kōshū Kaidō, una de les cinc rutes d'Edo, travessava Ōtsuki, on hi havia 12 de les 15 estacions postals de la carretera; convertint-se en la municipalitat amb màxim nombre d'estacions postals del país.
Durant la restauració Meiji de l'1 de juliol de 1889, la vila de Hirosato fou creada en el districte de Kitatsuru de la prefectura de Kanagawa. L'1 d'abril de 1933, la vila esdevingué poble i fou reanomanada Ōtsuki. El poble fou bombardejat pels Estats Units el 13 d'agost de 1945, dos dies abans del final de la Segona Guerra Mundial. El 8 d'agost de 1954, el poble fou elevat a ciutat.

## Agermanament
- Fraser Coast, Queensland, Austràlia[2]